# Suddivisioni della Serbia

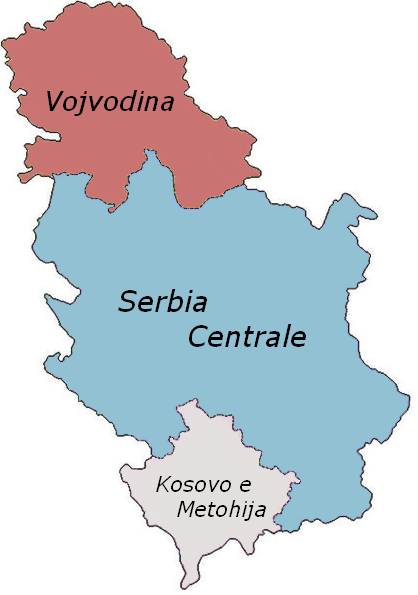
Mappa politica della Serbia.

Le suddivisioni della Serbia comprendono:
- 29 distretti
- 168 comuni
- 3 province autonome: a nord la Voivodina e a sud il Kosovo e Metochia (il Kosovo si dichiara Indipendentemente dal 2008, secondo la Serbia è una provincia autonoma)

La parte del Paese a sud della Voivodina e a nord del Cossovo e Metochia è chiamata Serbia Centrale. La Serbia Centrale non costituisce una suddivisione amministrativa e non ha un governo regionale proprio.

## Regioni statistiche

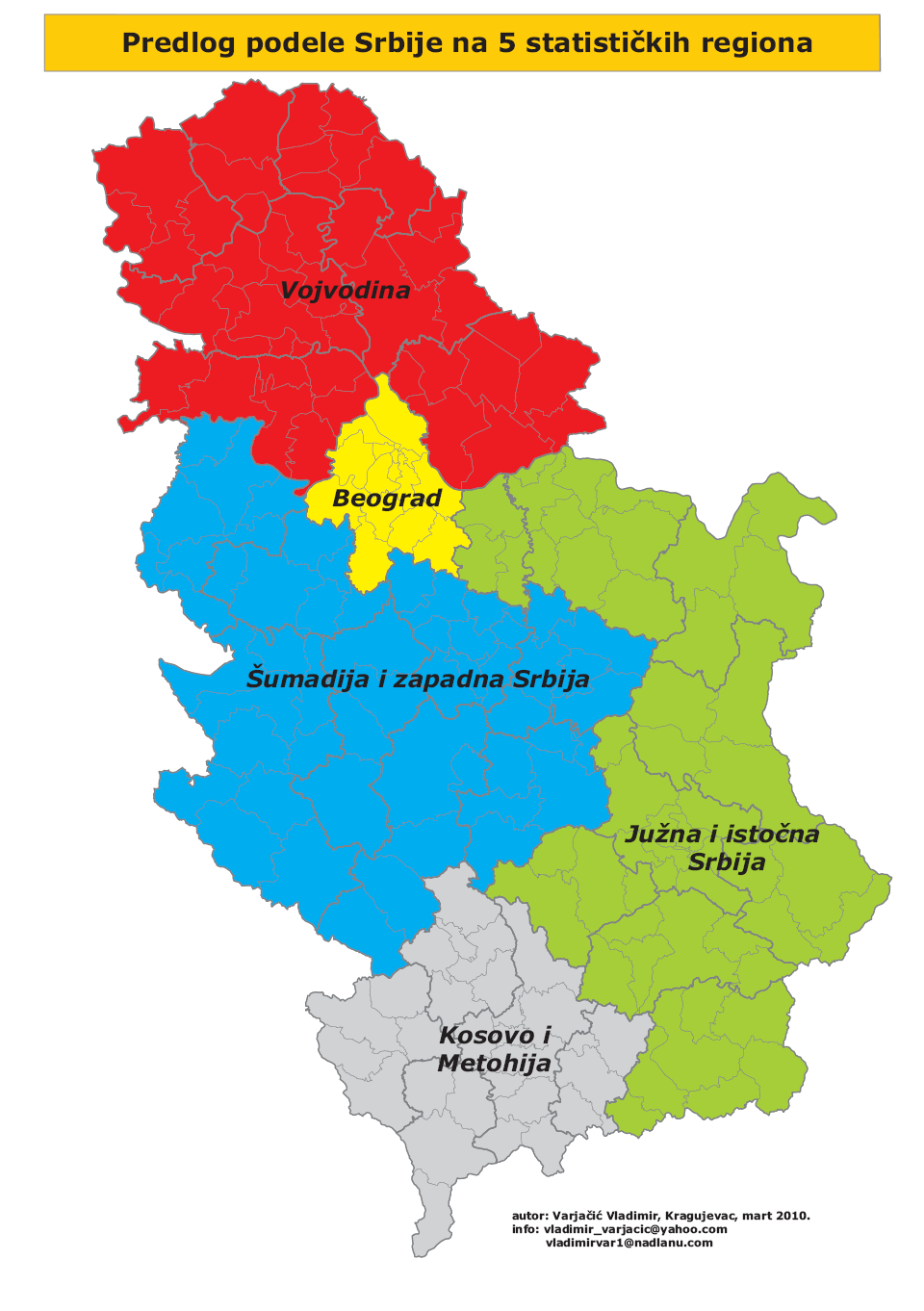
Regioni statistiche

Sono istituite a fini statistici ovvero non governate politicamente le seguenti regioni:
- Serbia Centrale
  - Belgrado
  - Šumadija e Serbia occidentale
  - Serbia meridionale e orientale
- Voivodina
- Kosovo e Metochia